# Крепость Хоэнтвиль
Крепость Хоэнтвиль — руины замка и крепости на вершине горы Хоэнтвиль в Хегау, к северу от Боденского озера. У подножия расположен город Зинген. Занимая площадь более 9 га, Хоэнтвиль представляет собой самую большую руину крепости в Германии.
В своей истории Хоэнтвиль был и раннесредневековой герцогской резиденцией, и обычным замком эпохи высокого средневековья, и едва ли не самой неприступной крепостью времён Тридцатилетней войны, и государственной тюрьмой, вплоть до своего разрушения во Второй коалиционной войне в 1801 г.

## Географическое расположение
Крепость Хоэнтвиль выстроена на потухшем одноимённом вулкане на высоте 686 м над уровнем моря, и обеспечивает прекрасный обзор на многие километры вокруг.

## Название
Хоэнтвиль впервые упомянут в санкт-галленской монастырской хронике Эккехарта IV (ок. 980—1060) как castellum tuiel, осаждённый в 915 г.
До недавнего времени была распространена точка зрения, что слово Хоэнтвиль — кельтского происхождения; современные филологические исследования однако указывают на его алеманнские корни. Во втором случае «Хоэнтвиль» восходит к индогерманскому *tu, либо tuo в значении «преграда»; впрочем, достаточно аргументов не имеет и эта теория.
В латинизированной форме «Хоэнтвиль» встречается в документах как Duellium, либо Duellum. В период позднего средневековья наряду с Tuiel и Twiel всё более употребительной становится форма Hohentwiel, впервые зафиксированная в 1521 г.

## История

### Герцогская резиденция
В отличие от прочих гор в Хегау, на Хоэнтвиле не было найдено следов кельтского укреплённого поселения, что заставляет искать начала крепости в раннем средневековье, в связи с основанием швабского герцогства в 911 г.
Документально подтверждено, что во время своего восстания против короля Конрада I в 914 г. Бурхард II выстроил на горе укрепление, которое уже год спустя было безуспешно осаждаемо королём. Таким образом, изначально узурпировавший титул герцога, Бурхард смог отстоять свои позиции в южной Германии, и в 920 г. — при преемнике Конрада, Генрихе I — был официально пожалован герцогским титулом. В середине X столетия, при Бурхарде III Хоэнтвиль стал герцогской резиденцией.

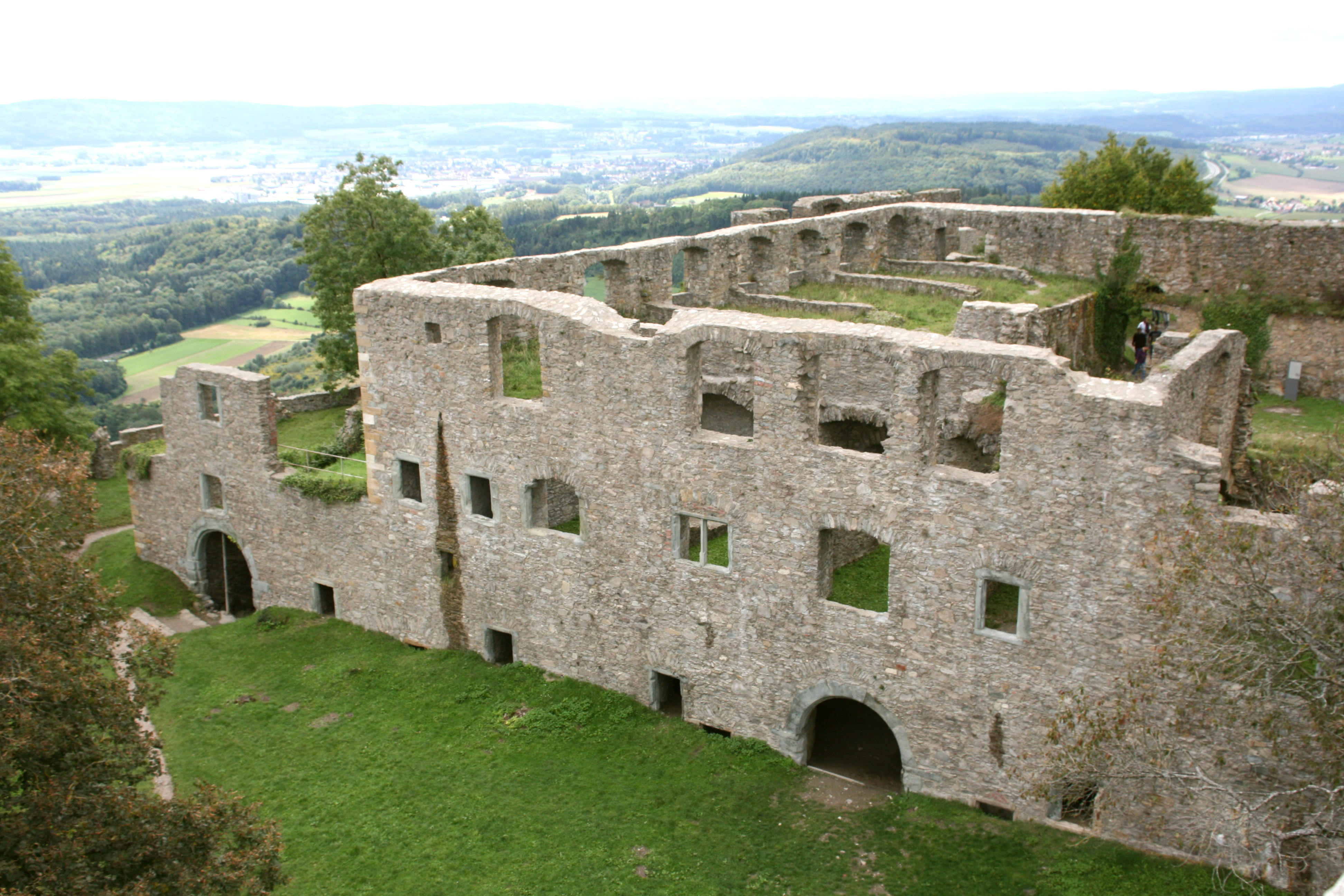
Руины так называемого Княжеского дома (Герцогского замка), в действительности — здания XV в.

В 970 г. на Хоэнтвиле был основан монастырь св. Георгия с подчинённой ему школой. Со смертью Бурхарда III в 973 г. управлять (Хоэн)твилем продолжила его вдова Хадвиг, названная в нескольких королевских документах dux, то есть «герцог»; удивительный факт, учитывая, что в это же время (до смерти Хадвиг в 994 г.) в Швабии сменилось 2 легитимных герцога. В 973 г. по приглашению Хедвиг в герцогской резиденции некоторое время провёл санкт-галленский монах и поэт Эккехард II, по её протекции попавший затем ко двору Оттона I.
После смерти Хадвиг в Хоэнтвиле для урегулирования вопросов швабского герцогского наследства дважды останавливался император Оттон III, что косвенно свидетельствует не только об интересе Оттона к Хоэнтвилю и швабским владениям, но также и о уровне комфорта в резиденции.
Около 1005 г. монастырь был перенесён в близлежащий Штайн-на-Рейне (см. Монастырь святого Георгия), вследствие чего Твиль потерял своё значение регионального культурного центра.

### Дворянское гнездо
Во второй половине XI в. Хоэнтвиль принадлежал, очевидно, роду Церинген, так как в 1079 г. там скончалась Адельгейд, супруга немецкого антикороля Рудольфа и тёща Бертольда II.
С 1086 г. Хоэнтвиль перешёл во владение Ульриха фон Эппенштайна, аббата монастыря Санкт-Галлен и патриарха Аквилеи. После его смерти в 1121 г. (но не ранее чем с 1122 г., и не позднее чем с 1132 г.) замком управлял род фон Зинген, с тех пор называвший себя фон Твиль. Известны два его представителя: Гибизо де Твиль (1214 г.) и Генрих фон Твиль (1230 г.), причём последний был также последним из своего рода. Находился ли Хоэнтвиль в это время всё ещё в королевском, либо герцогском владении, или речь должна идти о ленных отношениях, доподлинно неизвестно.
С пресечением рода Церингенов в 1218 г. Хоэнтвиль попал в центр интересов семьи фон Клинген, до тех пор, пока в 1300 г. Ульрих фон Клинген не продал замок Альбрехту фон Клингенбергу за 940 марок серебром. В течение последующих семи поколений Хоэнтвиль оставался родовым замком Клингенбергов, в 1414 г.получившим права владения на Хоэнклинген и в 1433 г. — управление монастырём св. Георгия в Штайне-на-Рейне.
Территориальная политика Клингенбергов привела в 1464 г. к конфликту с Верденбергами, вследствие которого 11 октября 1464 г. Хоэнтвиль был осаждён отрядами Иоганна фон Верденберга (которого поддерживали графы Вюртемберга) и рыцарями Общества Щита Святого Георгия. После смерти 11 ноября в одной из стычек Ганса фон Рехберга, одного из самых активных сторонников Клингенбергов, Эберхард фон Клингенберг был вынужден просить о посредничестве у австрийского эрцгерцога Сигизмунда. 28 января 1465 г. в Биберахе было, наконец, заключено перемирие. Клингенбергам это, однако, стоило независимости: Эберхард фон Клингенберг стал бенефициаром (вассалом) Сигизмунда, получая взамен 200 гульденов.
В последующее десятилетие был улажен внутрисемейный спор о наследстве, с последовавшим специальным запретом на продажу Хоэнтвиля. Финансовые проблемы, однако, побудили Альбрехта фон Клингенберга, а также Каспара фон Клингенберга-старшего в 1483 г. на шесть лет стать бенефициарами Эберхарда фон Вюртемберга, который тем самым получал право на 2 части владения Клингенбергов на Хоэнтвиле. В 1486 г. аналогичный договор заключил Бернхард фон Клингенберг. Видимо, не желая чрезмерного усиления позиций вюртембергских графов в родовых владениях, Каспар-старший в 1485 г. примкнул к австрийскому эрцгерцогу; его примеру в 1489 г. последовал Альбрехт Клингенберг.
В Швабской войне 1499 г., несмотря на активные боевые действия в Хегау, Хоэнтвиль ни разу не был атакован.

### Вюртембергская крепость

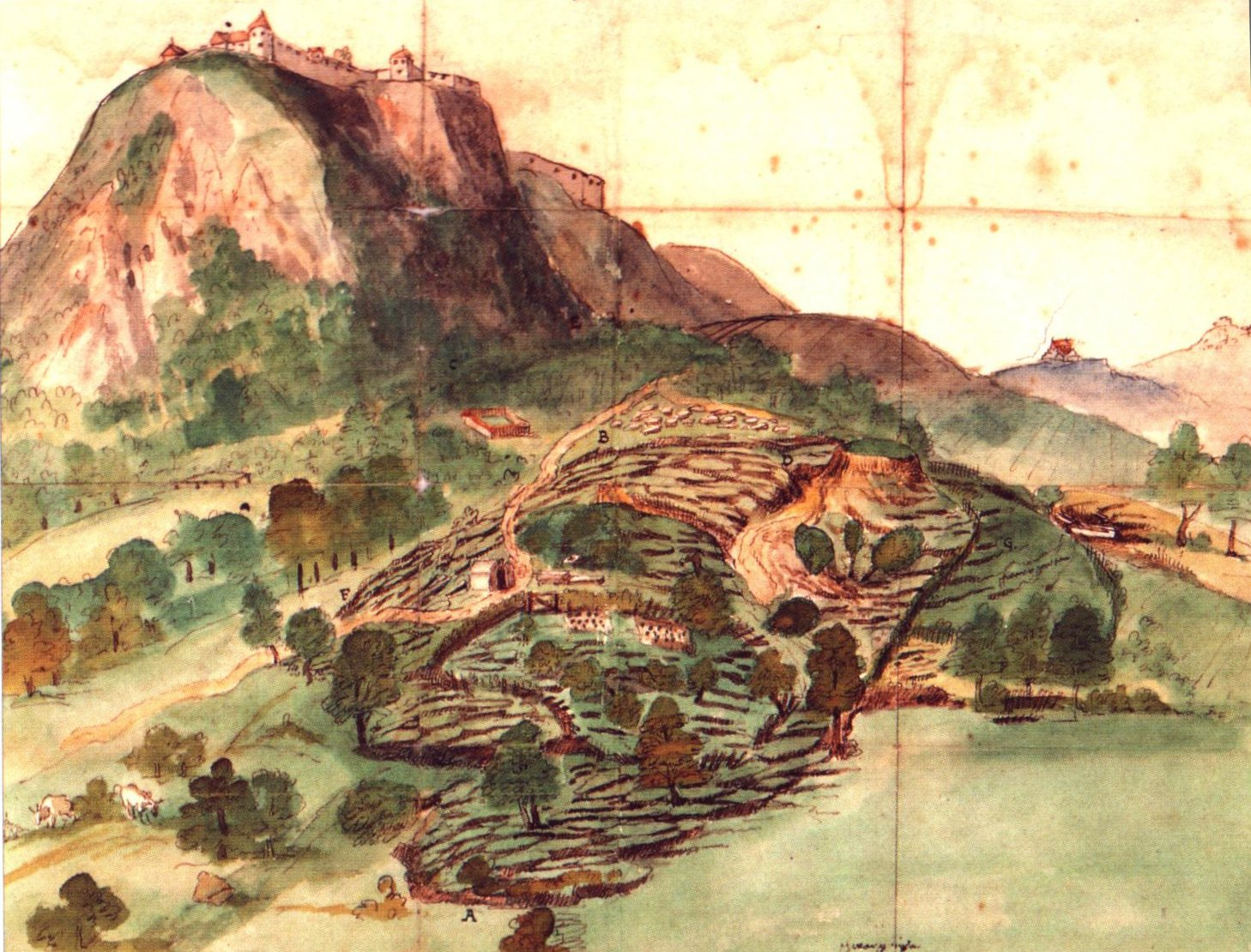
Первое реалистическое изображение крепости. 1588 г.

В 1511 г. Ульрих фон Вюртемберг объявил о своём праве безвозмездного использования Твиля, точнее: части, принадлежащей Гансу Генриху фон Клингенбергу. Следствием стали семейные распри, в ходе которых Гансу Генриху удалось почти полностью сконцентрировать в своих руках управление замком. Право использования Хоэнтвиля пригодилось вюртембергскому герцогу в 1519 г., когда, изгнанный после поражения в конфликте со Швабским союзом, он был вынужден искать себе убежище. В 1521 г. Ульрих фон Вюртемберг приобрёл права на использование Хоэнтвиля в качестве своего опорного пункта в отвоевании Вюртемберга. Договор предусматривал, что в течение двух лет после успешного возвращения Ульриха на вюртембергский трон Твиль вновь должен стать полноценным владением Ганса Ульриха фон Клингенберга; кроме того Клингенбергам было обещано финансовое вознаграждение. В 1525 г. для этих целей на Хоэнтвиле было сконцентрировано порядка 500 швейцарских наёмников; в ближайшей округе Ульриха были готовы поддержать отряды общей численностью 6-8 тыс. человек. Под Штутгартом поход был, однако, прерван после известия о пленении под Павией поддерживавшего Ульриха французского короля Франциска I и последовавшего отхода швейцарских наёмников.
Спустя 9 лет Ульриху фон Вюртембергу всё же удалось вернуть свой титул и владения, но Твиль не был возвращён Клингенбергам; 24 мая 1538 г. за 12 000 гульденов герцог Ульрих приобрёл все права на замок, который — будучи перестроен — должен был стать одной из семи крепостей, поддерживающих власть и порядок в стране. Значительную финансовую помощь в этом деле вновь оказал Франциск I. При наследнике Ульриха, герцоге Кристофе, в 1550 г. Хоэнтвиль был укреплён и расширен.

### Хоэнтвиль в Тридцатилетней войне
Старое соперничество между теперь протестантским Вюртембергом и Габсбургами с новой силой проявилось во время Тридцатилетней войны. Предвидя скорые активные военные действия, крепость была дополнительно усилена в период между 1627 и 1634 гг.

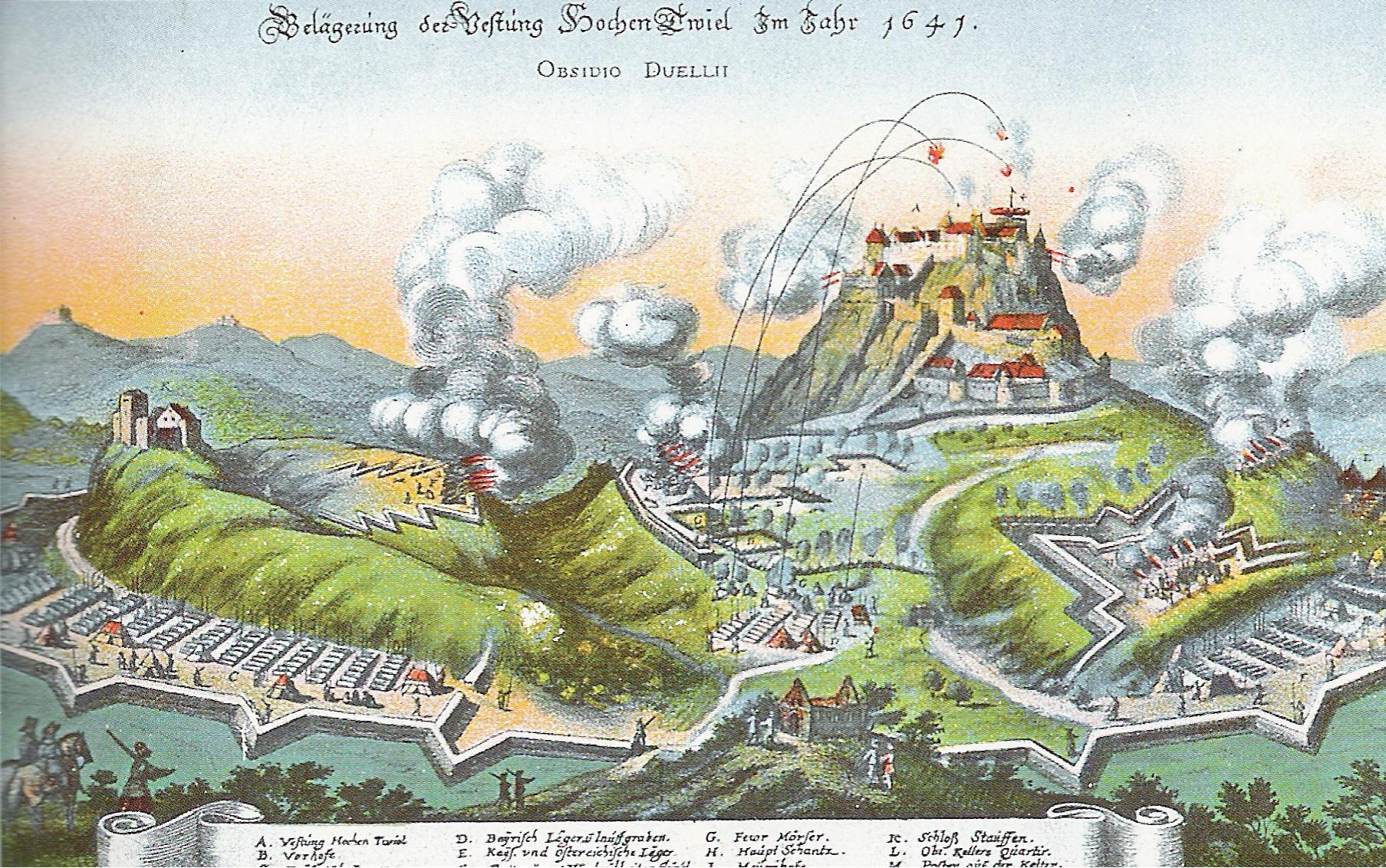
Изображение осады Хоэнтвиля в 1641 г. (Маттеус Мериан)

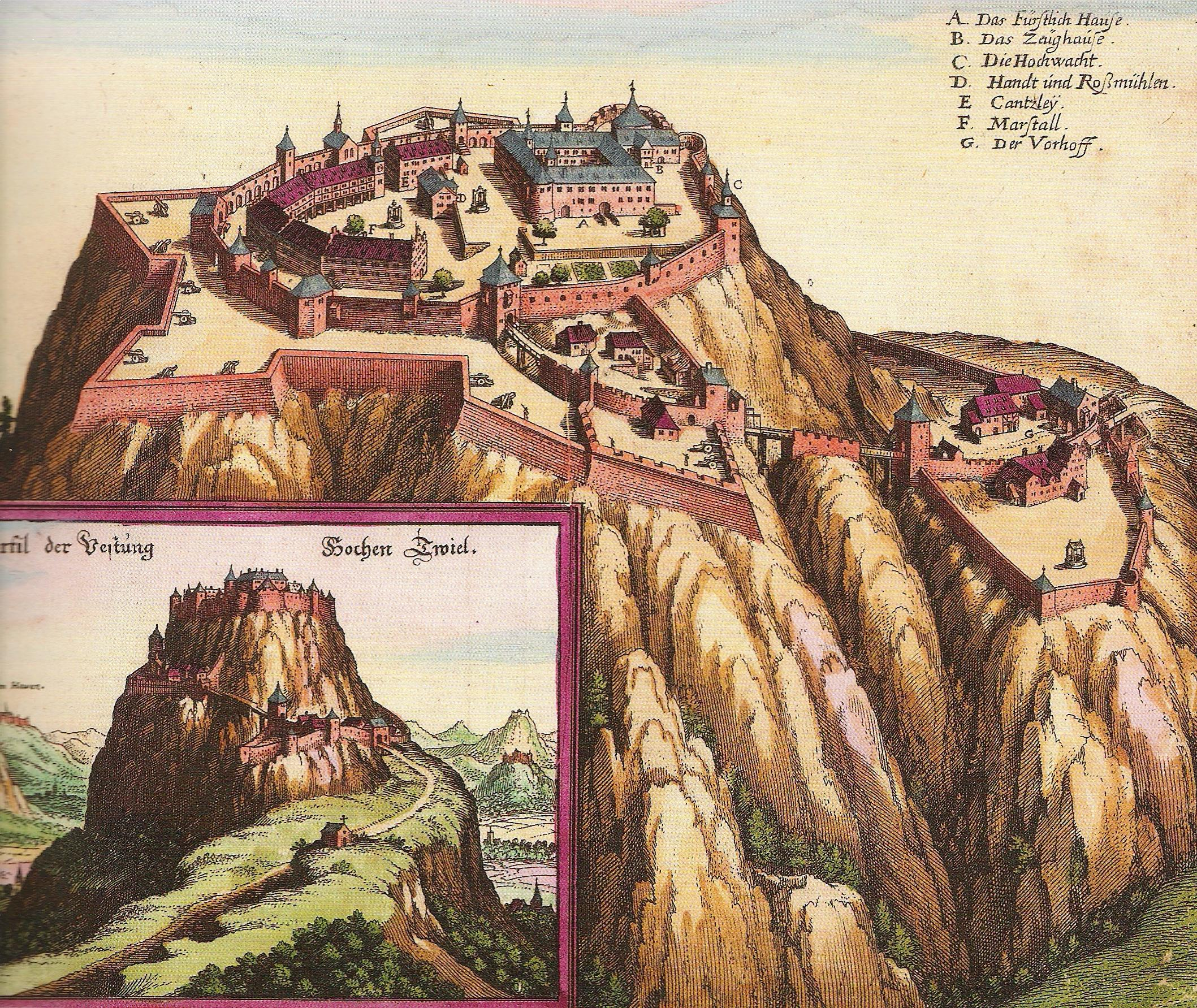
Хоэнтвиль в 1643 г. (Маттеус Мериан)

После своего поражения в сражении при Вимпфене в 1622 г. Вюртемберг старался придерживаться политики нейтралитета. Однако, изданный Фердинандом II в 1629 г. эдикт о реституции секуляризованного церковного имущества способствовал новому сплочению протестантских кругов и сословий в Хайльброннском союзе (1633 г.) вместе со шведским королём Густавом II Адольфом. Новый союзник, впрочем, не смог спасти Вюртемберг от сокрушительного поражения в сражении при Нёрдлингене в 1634 г, и правивший тогда герцог Эберхард III был вынужден бежать со всем своим двором в Страсбург. Новый император Фердинанд III рассматривал Вюртемберг как военный трофей Габсбургов, и соответственно с ним обошёлся: страна была разорена и разграблена, а все вюртембергские крепости, за исключением Хоэнтвиля, завоёваны имперскими войсками.
Опасаясь чрезмерного усиления Габсбургов, поддержку протестантским сословиям оказала Франция, теперь открыто вступившая в войну. Хоэнтвиль и в этом конфликте продолжал играть важную роль опорного пункта объединённых протестантских и французских сил на юге Германии. Причём определяющей была, по всей видимости, личная решимость коменданта крепости Конрада Видерхольта (нем. Konrad Wi(e)derholt, 1598—1667), всеми силами противостоявшего попыткам завоевания Хоэнтвиля.
Первая осада крепости в этой войне длилась с августа 1635 по февраль 1636 г., и запомнилась, скорее, разразившейся в то же самое время эпидемией чумы, унёсшей 150 жизней.
В 1637 г. по плану герцога Эберхарда, проводившему тогда переговоры с императором о своём возвращении в Вюртемберг, была запланирована передача Хоэнтвиля императорским войскам. План сорвался лишь из-за неготовности Конрада Видерхольта следовать этому указанию. Вопреки желанию герцога, Видерхольт предоставил крепость Бернхарду Саксен-Веймарскому, создав таким образом надёжную базу для действий французских и протестантских сил.
Между июлем и октябрём 1639 г. Хоэнтвиль был осаждаем во второй раз, всё так же безуспешно, как и тремя годами ранее. Вновь было отклонено и повторное требование герцога сдать крепость.
В сентябре 1640 г. и зимой 1641—1642 гг. крепость была осаждаема в третий и в червёртый раз, теперь испанскими войсками, которые смогли настолько близко подойти к Хоэнтвилю, что впервые стал возможен и артиллерийский обстрел. Понеся серьёзные потери вследствие тяжёлой зимы и узнав о приближении подкрепления для гарнизона, испанцы были вынуждены снять осаду и отступить.
В 1644 г. генерал фон Мерси в очередной и последний раз попытался взять крепость, хотя речь шла скорее о блокировании дальних подступов и об ограничении возможных ответных действий осаждённых.
С заключением Вестфальского мира Конрад Видерхольт, наконец, в ноябре 1648 г. выразил готовность передать крепость герцогу. Сама передача состоялась, правда, лишь 10 августа 1650 г. Через два дня, 12 августа, Видерхольт подал в отставку, и 17 августа Хоэнтвиль с визитом посетил герцог Эберхард III.

### Вторая половина XVII—XX вв.
В 1653, 1700 и 1735 гг. были предприняты дополнительные меры по превращению Хоэнтвиля в самую большую и неприступную крепость юга Германии.
С 1658 г. Хоэнтвиль использовался как государственная тюрьма, оставаясь в то же самое время герцогской резиденцией для неспокойных времён. Так, с началом войны за испанское наследство в 1701 г. Хоэнтвиль в очередной раз был приведён в состояние повышенной готовности (вплоть до 1714 г.); до боевых действий, однако, дело не дошло.
Во время войны за австрийское наследство осенью 1741 г. в Хоэнтвиле укрывались члены правящей вюртембергской фамилии: герцог Карл Евгений и его оба брата Людвиг Евгений и Фридрих Евгений.
С 1759 по 1764 гг. в крепости в заключении находился известный правовед Иоганн Якоб Мозер.
Начиная со второй половине XVIII в. Хоэнтвиль постепенно терял своё военное значение, что выразилось в сносе ряда строений в нижней части крепости.

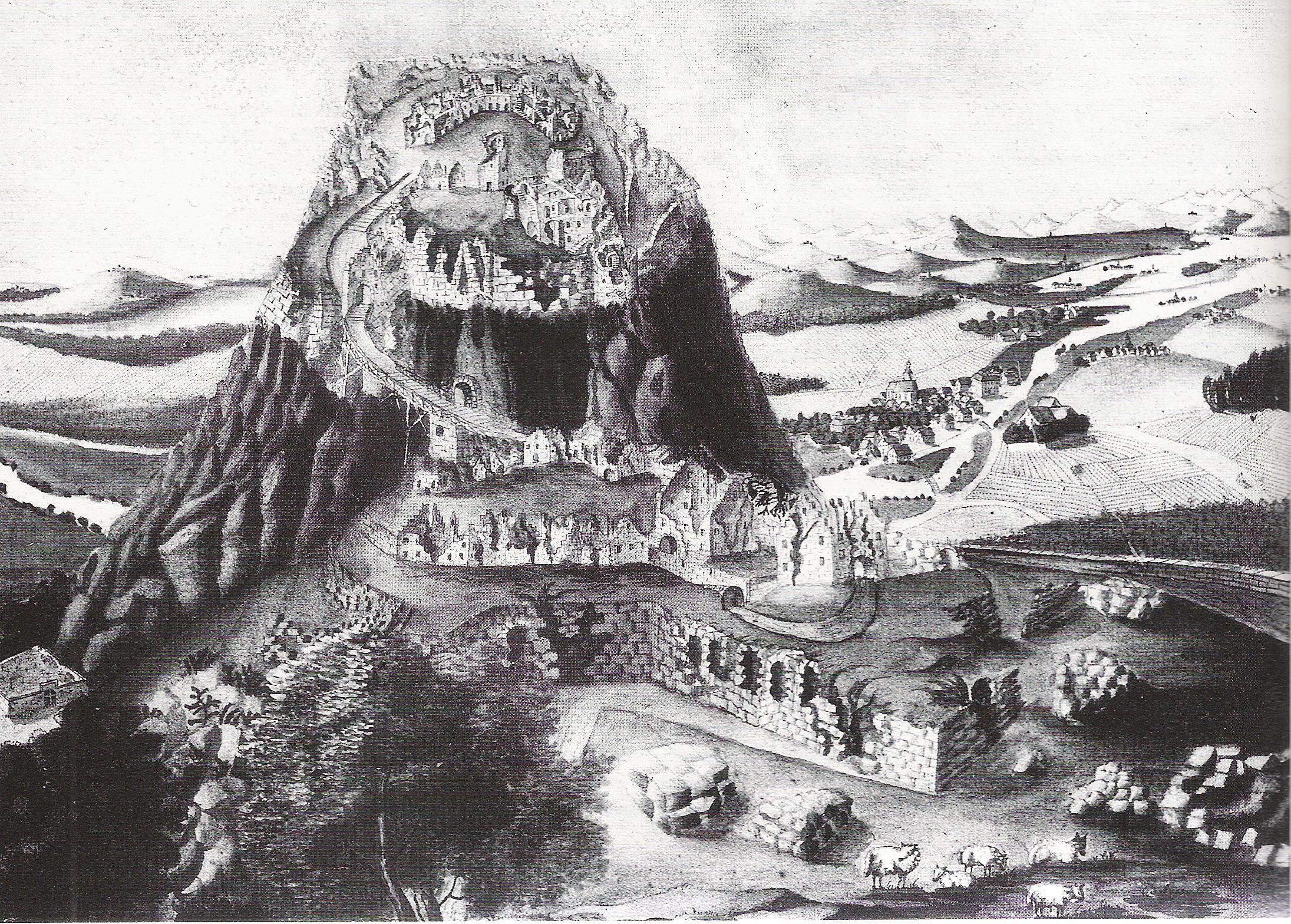
Общий вид крепости после разрушения в 1801 г.

В ходе французских революционных войн, после известия о пересечении французскими войсками Рейна, австрийские военные части покинули 1 мая 1800 г. лежащий у подножия Хоэнтвиля город Зинген (был в составе Передней Австрии с 1775 г.), в результате чего крепость была окружена 16 дивизионом генерала Вандама. Первоначально отклонённое комендантом требование немедленной сдачи Хоэнтвиля, было всё же удовлетворено 2 мая. Зимой 1800—1801 гг. крепость была разрушена по указанию французского правительства.
В 1810 г. по Парижскому договору Зинген был присоединён к Великому герцогству Баден, в то время как крепость Хоэнтвиль — в качестве коронного владения и эксклава — осталась частью Вюртемберга. Предпринятые в последующие десятилетия переговоры о решении проблемы экстерриториального статуса крепости не принесли успеха. На этом фоне, начиная с 1821 г., было предпринято несколько попыток восстановить боеспособность горного укрепления.
С 1849 г. Хоэнтвиль находился в подчинении города Тутлинген.
В Первой и Второй мировой войнах на Хоэнтвиле располагался наблюдательный пункт противовоздушной обороны. Кроме того, в 1945 г. во время авианалётов в старых казематах было обустроено бомбоубежище для жителей близлежащих деревень. 27 апреля 1945 г. Хоэнтвиль пережил последнюю осаду в своей истории, будучи обстрелян подходившими к Зингену французскими танковыми соединениями.
С 1 января 1969 г. Хоэнтвиль находится в административном подчинении города Зинген.

## Современное использование

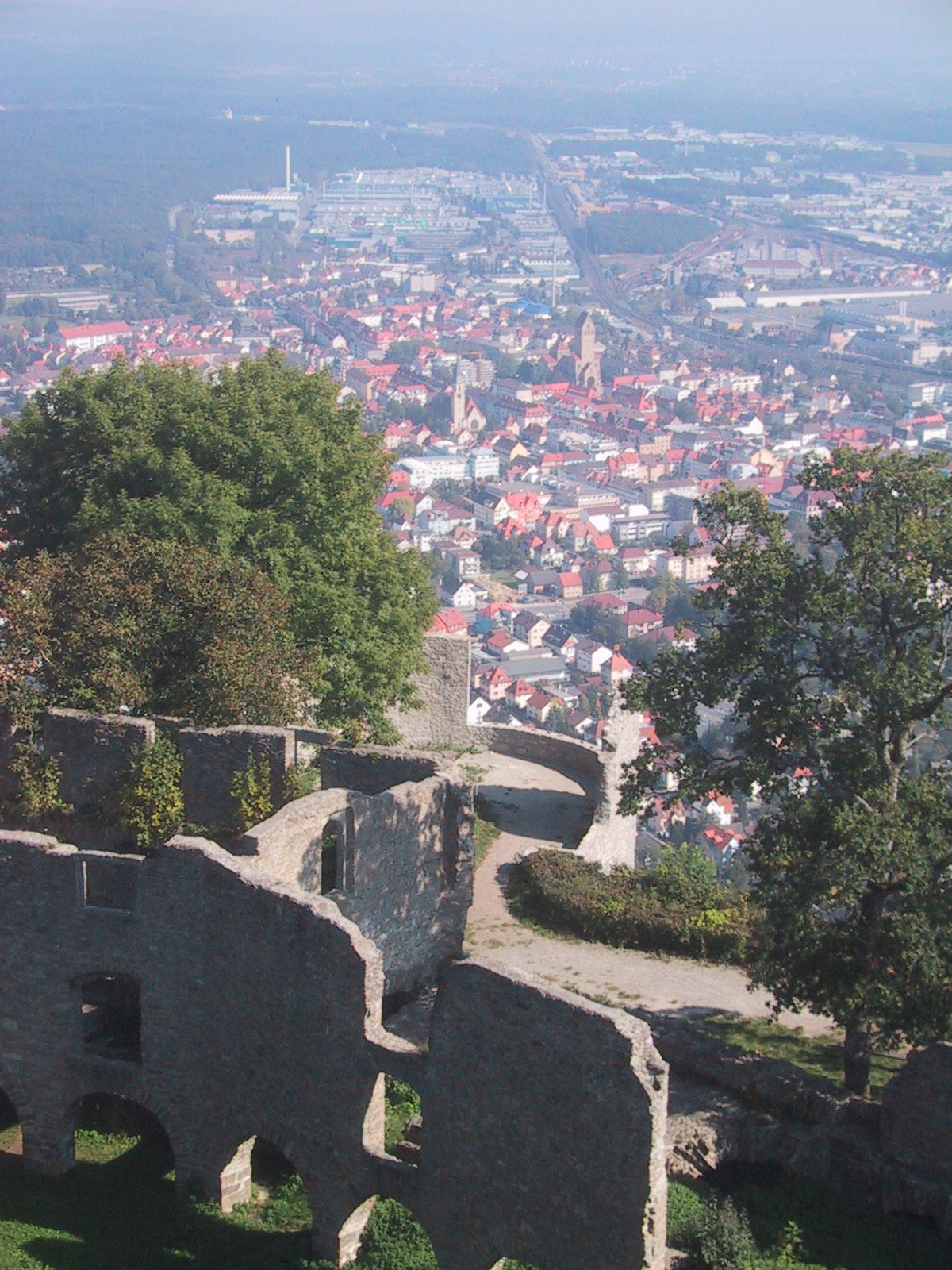
Вид с Хоэнтвиля на город Зинген

Сегодня в крепости, находящейся под управлением «Государственных замков и парков Баден-Вюртемберга», обустроен музей под открытым небом.
Кроме того, в июле здесь проходит известный далеко за пределами региона опен-эйр-фестиваль, длящийся целую неделю.
Благодаря прекрасному виду на Хегау и Боденское озеро, Хоэнтвиль является также излюбленной целью пеших семейных прогулок.

## Галерея

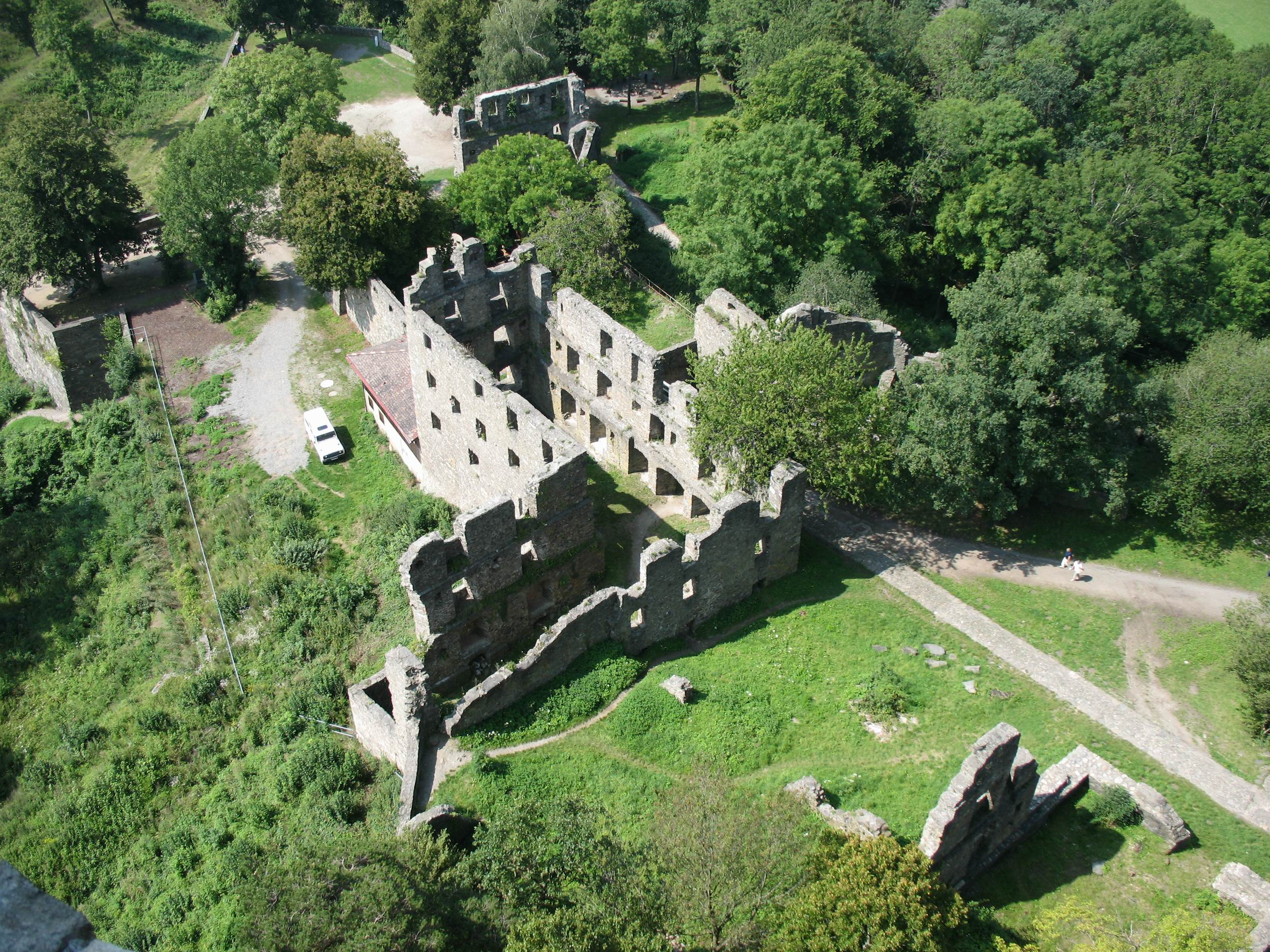
Руины Карлова бастиона. Штаб-офицерская казарма
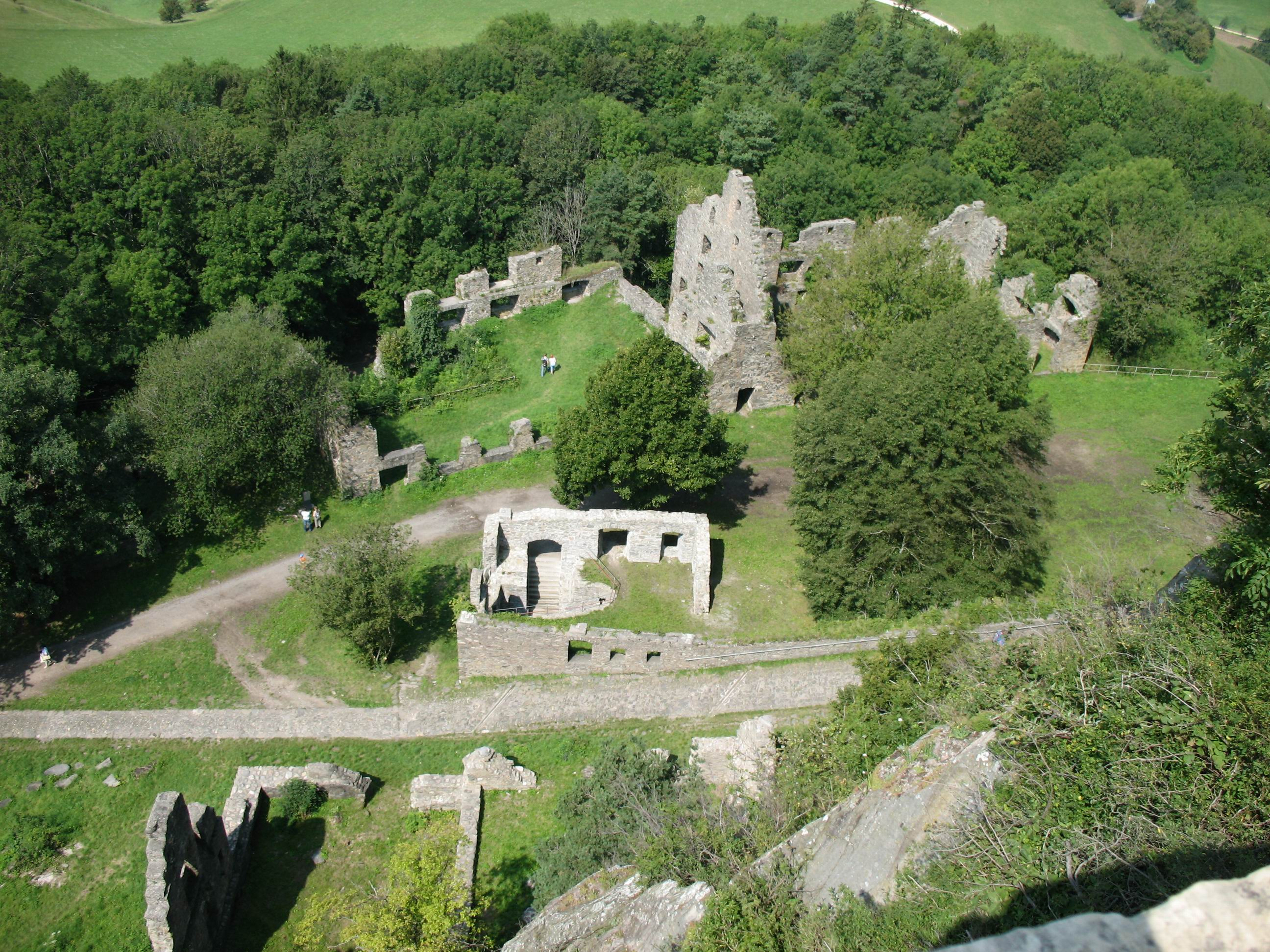
Нижняя крепость. Руины казармы и маркитантский дом
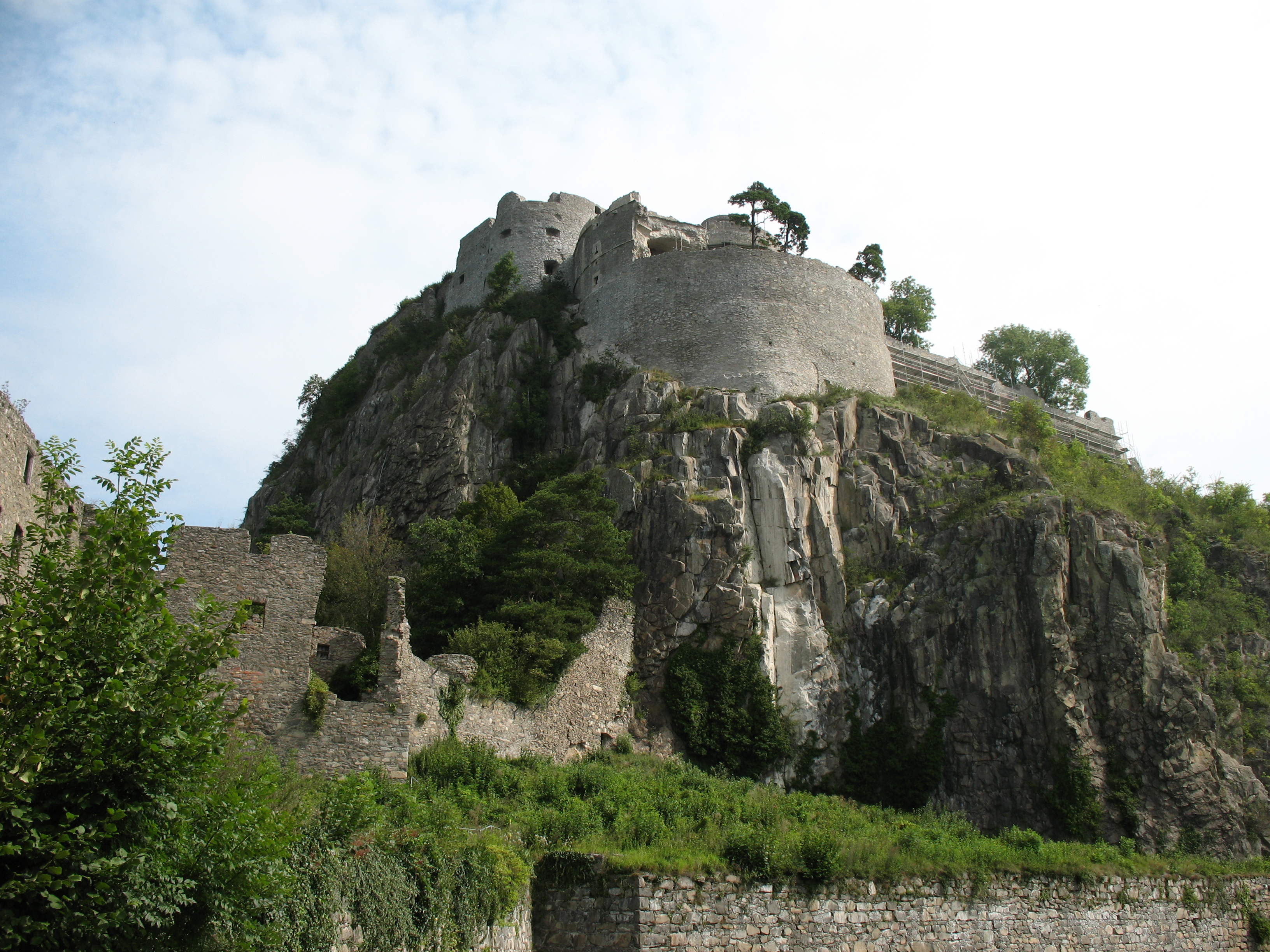
Рондель Августа